# Frostius erythrophthalmus
Frostius erythrophthalmus é uma espécie de sapo da família Bufonidae. É encontrado em quatro localidades na área de Mata Atlântica no sul da Bahia, mais especificamente dentro do Parque Estadual da Serra do Conduru. 
Frostius erythrophthalmus habita fragmentos primários ou ligeiramente perturbados de florestas de hygrophilus do sul da Bahia. Os indivíduos da espécie foram encontrados durante a noite em meio a serrapilheira, sobre as folhas de arbustos ou bromélias. Todas as espécimes foram encontradas longe de corpos d'água, o que sugere um ciclo de vida associado às bromélias.